# Heteroconger digueti
Heteroconger digueti és una espècie de peix pertanyent a la família dels còngrids.

## Descripció
- Pot arribar a fer 63 cm de llargària màxima.[6][7]

## Alimentació
Menja zooplàncton.

## Hàbitat
És un peix marí i batidemersal que viu entre 230 i 275 m de fondària.

## Distribució geogràfica
Es troba al Pacífic oriental central: des del golf de Califòrnia fins a Jalisco (Mèxic).

## Observacions
És inofensiu per als humans.